# Іст-Нью-Маркет (Меріленд)
Іст-Нью-Маркет (англ. East New Market) — місто (англ. town) в США, в окрузі Дорчестер штату Меріленд. Населення — 389 осіб (2020).

## Географія
Іст-Нью-Маркет розташований за координатами 38°35′49″ пн. ш. 75°55′23″ зх. д. / 38.59694° пн. ш. 75.92306° зх. д. (38.597023, -75.923120).  За даними Бюро перепису населення США в 2010 році місто мало площу 1,03 км², уся площа — суходіл.

## Демографія
Згідно з переписом 2010 року, у місті мешкало 400 осіб у 169 домогосподарствах у складі 99 родин. Густота населення становила 387 осіб/км².  Було 197 помешкань (190/км²).
Расовий склад населення:
| - 80,5 % — білих - 19,5 % — чорних або афроамериканців |

До двох чи більше рас належало 0,0 %. Частка іспаномовних становила 2,0 % від усіх жителів.
За віковим діапазоном населення розподілялося таким чином: 22,5 % — особи молодші 18 років, 58,0 % — особи у віці 18—64 років, 19,5 % — особи у віці 65 років та старші. Медіана віку мешканця становила 39,6 року. На 100 осіб жіночої статі у місті припадало 98,0 чоловіків;  на 100 жінок у віці від 18 років та старших — 90,2 чоловіків також старших 18 років.
Середній дохід на одне домашнє господарство  становив 56 608 доларів США (медіана — 39 769), а середній дохід на одну сім'ю — 64 971 долар (медіана — 58 750). За межею бідності перебувало 10,0 % осіб, у тому числі 13,6 % дітей у віці до 18 років та 7,7 % осіб у віці 65 років та старших.
Цивільне працевлаштоване населення становило 185 осіб. Основні галузі зайнятості: освіта, охорона здоров'я та соціальна допомога — 28,6 %, виробництво — 13,5 %, роздрібна торгівля — 13,0 %.